# Nyck de Vries

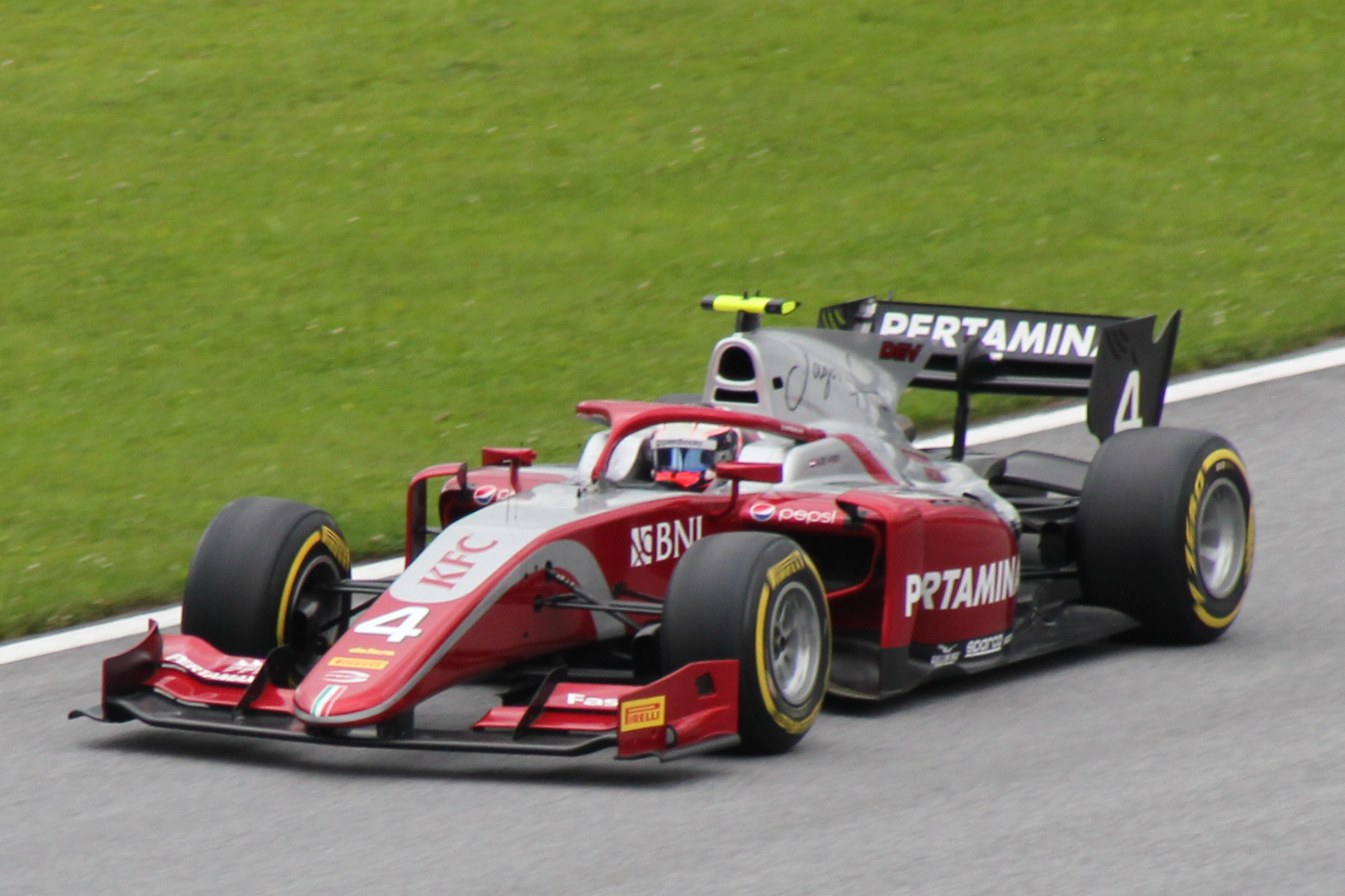
Nyck de Vries beim Formel-2-Rennen in Spielberg 2018

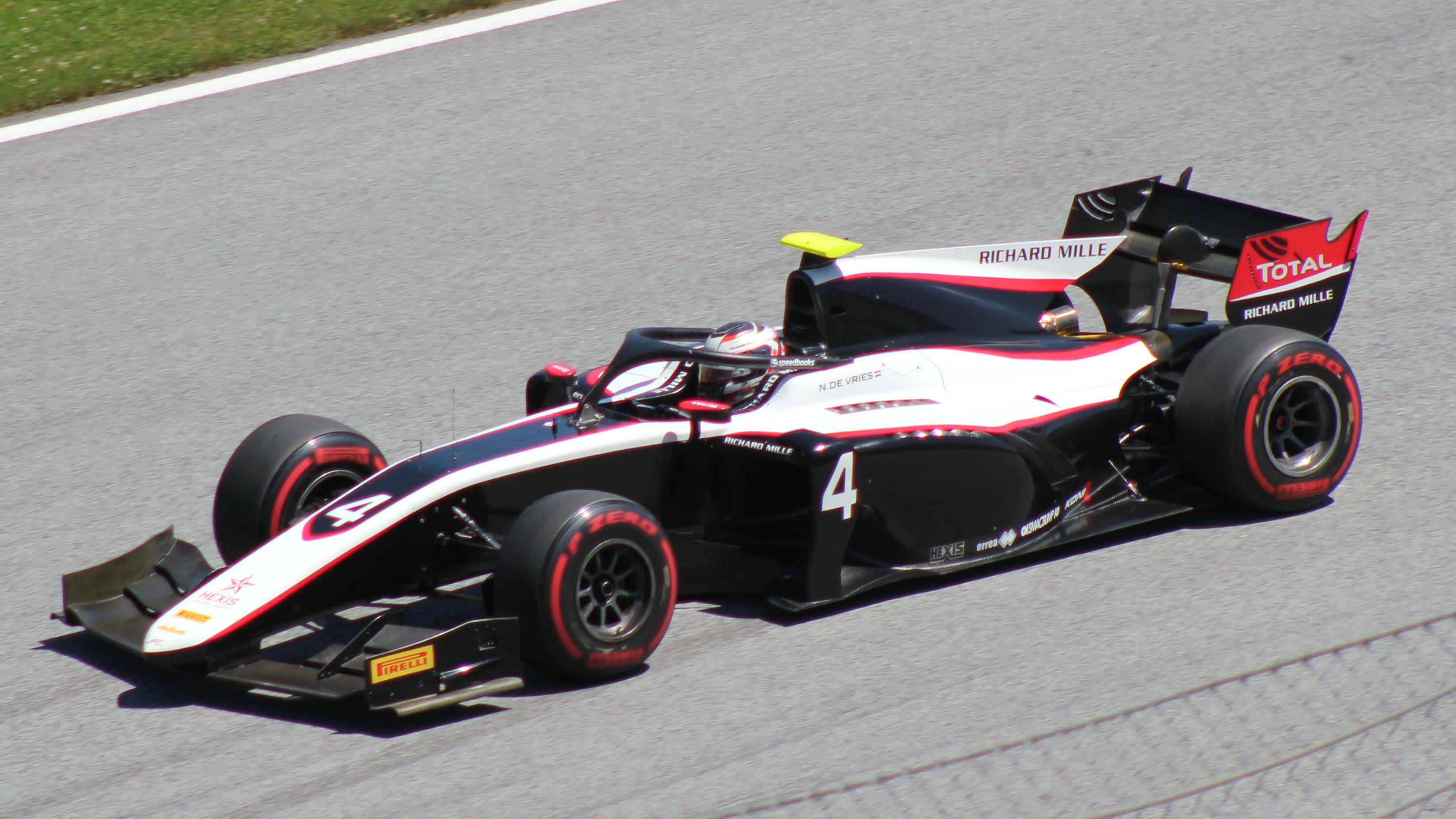
Nyck de Vries beim Formel-2-Rennen in Spielberg 2019

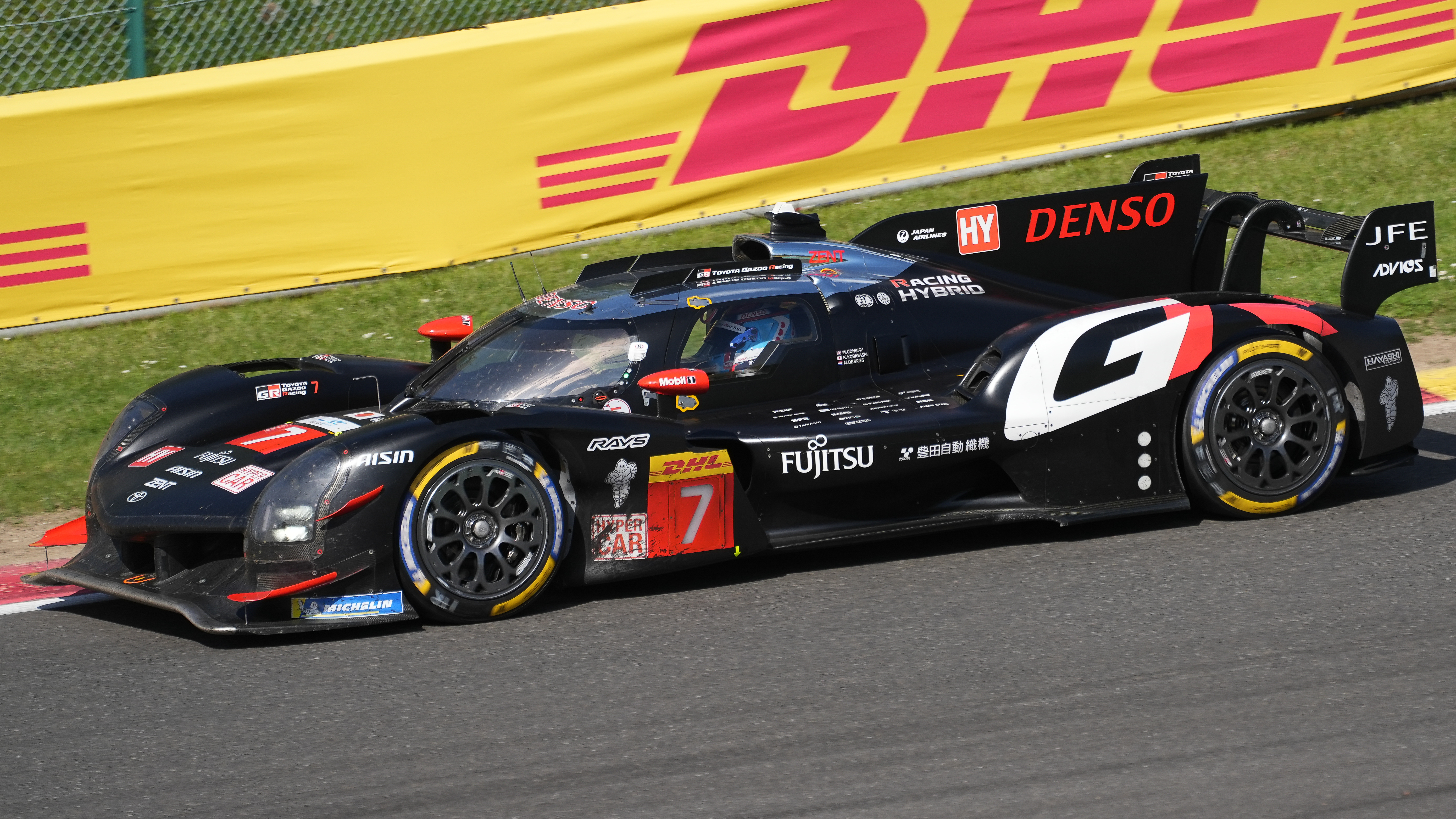
Im Toyota GR010 Hybrid beim 6-Stunden-Rennen von Spa-Francorchamps 2024

Hendrik Johannes Nicasius „Nyck“ de Vries (* 6. Februar 1995 in Sneek) ist ein niederländischer Automobilrennfahrer. Er ist zweifacher Kart-Weltmeister (2010 und 2011). Von 2012 bis 2014 startete er im Formel Renault 2.0 Eurocup, den er 2014 gewann. 2017 feierte er sein Debüt in der FIA-Formel-2-Meisterschaft, die er 2019 gewinnen konnte. Von 2019 bis 2022 war er Stammfahrer für Mercedes in der Formel E. In der Saison 2020/21 konnte er mit dem Team die Formel-E-Weltmeisterschaft gewinnen. Ab Sommer 2020 war er Test- und Ersatzfahrer von Toyota Motorsport in der FIA-Langstrecken-Weltmeisterschaft. 2022 gab er beim Großen Preis von Italien als Ersatz für den erkrankten Alexander Albon sein Formel-1-Debüt für Williams und fuhr in die Punkte. Die ersten zehn Rennen der Formel-1-Saison 2023 fuhr er für die Scuderia AlphaTauri, bis er durch Daniel Ricciardo ersetzt wurde.

## Karriere
De Vries begann seine Motorsportkarriere im Alter von vier Jahren im Kartsport, in dem er bis 2011 aktiv war. Unter anderem gewann er 2008 die KF3-WSK-International-Series und wurde deutscher Junioren-Kartmeister. 2009 verteidigte er die Titel und entschied zudem die KF3-CIK-FIA-Europameisterschaft für sich. Anfang 2010 wurde de Vries ins Förderprogramm des Formel-1-Rennstalls McLaren aufgenommen und Anthony Hamilton übernahm sein Management. 2010 gewann de Vries zum ersten Mal die Kart-Weltmeisterschaft. 2011 wiederholte er diesen Erfolg und gewann zudem die KF1-WSK-Euro-Series.
2012 wechselte de Vries in den Formelsport. Er erhielt bei R-Ace GP ein Cockpit im Formel Renault 2.0 Eurocup. Bei den Testfahrten vor der Saison erzielte er auf Anhieb die Bestzeit. De Vries gelang gleich bei seinem Debütrennen in Alcañiz mit einem zweiten Platz die erste Podest-Platzierung. Im weiteren Saisonverlauf gelang es ihm, dieses Resultat auf dem Hungaroring zu wiederholen. De Vries beendete die Saison auf dem fünften Gesamtrang und war der beste Pilot seines Rennstalls. Darüber hinaus nahm de Vries für R-Ace GP an einigen Rennen der nordeuropäischen Formel Renault teil. Dabei gelang ihm ein Sieg in Assen. Er stand bei elf Starts in der Serie viermal auf dem Podium und lag am Saisonende auf dem zehnten Platz in der Fahrerwertung. 2013 wechselte de Vries innerhalb des Formel Renault 2.0 Eurocups zu Koiranen GP. Er gewann je ein Rennen auf dem Hungaroring und dem Circuit de Catalunya. Er erreichte bei fünf Rennen das Podium und beendete die Saison erneut auf dem fünften Meisterschaftsrang. De Vries hatte 113 von 120 Punkten seines Rennstalls erzielt und war damit deutlich stärker als seine Teamkollegen. Darüber hinaus nahm de Vries für Koiranen GP an drei Veranstaltungen der alpinen Formel Renault teil. Dabei erzielte er zwei zweite Plätze und wurde Achter in der Fahrerwertung. 2014 blieb de Vries bei Koiranen GP und bestritt seine dritte Saison im Formel Renault 2.0 Eurocup. Er gewann sechs Rennen und stand insgesamt bei 11 von 14 Rennen auf dem Podium. Mit 254 zu 124 Punkten setzte er sich in der Meisterschaft deutlich gegen den Zweiten Dennis Olsen durch. Darüber hinaus nahm er an der kompletten Saison der alpinen Formel Renault teil. Er gewann 10 von 14 Rennen und stand nur zweimal nicht auf dem Podest. Mit 300 zu 199 Punkten gewann er auch hier deutlich vor dem zweitplatzierten Charles Leclerc.
2015 trat de Vries für DAMS in der Formel Renault 3.5 an. Beim letzten Saisonrennen in Jerez gelang ihm sein erster Sieg. Er beendete die Saison auf dem dritten Gesamtrang. Mit 148 zu 130 Punkten setzte er sich intern gegen Dean Stoneman durch. 2016 wechselte de Vries mit Unterstützung von McLaren zu ART Grand Prix in die GP3-Serie. Er gewann zwei Rennen und stand insgesamt fünfmal auf dem Podium. Während sein Teamkollege Charles Leclerc die Meisterschaft gewann, wurde de Vries Gesamtsechster.
2017 wechselte de Vries in die FIA-Formel-2-Meisterschaft, in der er erst für Rapax antrat. Mit Rapax gewann er das Sprintrennen in Monaco und erreichte insgesamt 4 Podestplatzierungen. Ab den Rennen auf dem Circuit de Spa-Francorchamps wechselte er zu Racing Engineering. Er beendete die Saison mit 114 Punkten auf dem 7. Platz. 2018 trat er für Pertamina Prema Theodore Racing wieder in der Formel 2 an. Er gewann 3 Rennen und beendete die Saison auf dem 4. Platz. 2019 startete er für ART Grand Prix und gewann vorzeitig die Meisterschaft.

### Formel E (2019–2022)

#### Mercedes-EQ Formula E Team

##### 2019/20
Am 11. September 2019 wurde De Vries als Fahrer für das neue Mercedes-Benz EQ Formula E Team für die FIA-Formel-E-Meisterschaft 2019/20 an der Seite von Stoffel Vandoorne angekündigt, nachdem er keinen Platz in der Formel 1 für die Saison 2020 gefunden hatte. In der Saison belegte De Vries mit 60 Punkten den elften Platz.

##### 2020/21
In der Saison 2020/21 machte De Vries im umbenannten Mercedes-EQ Formula E Team mit Stoffel Vandoorne weiter. De Vries beendete die Saison mit insgesamt zwei Siegen, vier Podiumsplätzen und 99 Punkten und krönte sich damit zum Meister der Saison 2020/21.

##### 2021/22
De Vries und Stoffel Vandoorne blieben auch für 2021/22 unverändert bei Mercedes. De Vries beendete die Saison mit 106 Punkten und belegte den neunten Platz.

### Formel 1 (2022–2023)
Als Formel-1-Freitagsfahrer stieg de Vries 2022 für Mercedes, Williams F1 und Aston Martin an drei Rennwochenenden im ersten freien Training ins Auto. Am 10. September 2022 wurde er von Williams F1 kurzfristig als Ersatzfahrer für den erkrankten Alexander Albon beim Großen Preis von Italien in Monza bestätigt, wo er sein Debüt in der Formel 1 gab.
Am 8. Oktober 2022 wurde bekannt gegeben, dass De Vries in der Saison 2023 für das AlphaTauri Team in der Formel 1 fahren wird. Dort ersetzte er Pierre Gasly, welcher zu Alpine wechselte.
Am 11. Juli 2023 wurde bekanntgegeben, dass Daniel Ricciardo als derzeitiger Testfahrer von Red Bull Racing das Cockpit von De Vries für die restliche Saison 2023 übernehmen wird.

### Rückkehr in die Formel E (2023–heute)
Im September 2023 wurde bekanntgegeben, dass de Vries in der Saison 2023/24 für Mahindra Racing starten wird. Mit 18 Punkten belegte er am Ende der Saison den 18. Platz in der Meisterschaft. In der Saison 2024/25, seiner zweiten bei Mahindra Racing, fuhr de Vries mit 92 Punkten auf Rang 8.

## Statistik

### Karrierestationen
- 1999–2011: Kartsport
- 2012: Formel Renault 2.0 Eurocup (Platz 5)
- 2012: Nordeuropäische Formel Renault (Platz 10)
- 2013: Renault 2.0 Eurocup (Platz 5)
- 2013: Alpine Formel Renault (Platz 8)
- 2014: Renault 2.0 Eurocup (Meister)
- 2014: Alpine Formel Renault (Meister)
- 2015: Formel Renault 3.5 (Platz 3)
- 2016: GP3-Serie (Platz 6)
- 2017: Formel 2 (Platz 7)
- 2018: Formel 2 (Platz 4)
- 2019: Formel 2 (Meister)
- 2019/2020: Formel E (Platz 11)
- 2020/2021: Formel E (Weltmeister)
- 2021/2022: Formel E (Platz 9)
- 2022: Formel 1 (Testfahrer)
- 2023: Formel 1 (Platz 22)
- 2023/2024: Formel E (Platz 18)
- 2024/2025: Formel E (Platz 8)

### Einzelergebnisse in der Formel Renault 3.5
| Jahr | Team | 1   | 2   | 3   | 4   | 5   | 6   | 7   | 8   | 9   | 10  | 11  | 12  | 13  | 14  | 15  | 16  | 17  | Punkte | Rang |
| ---- | ---- | --- | --- | --- | --- | --- | --- | --- | --- | --- | --- | --- | --- | --- | --- | --- | --- | --- | ------ | ---- |
| 2015 | DAMS | ALC | ALC | MON | SPA | SPA | HUN | HUN | SPI | SPI | SIL | SIL | NÜR | NÜR | LMS | LMS | JRZ | JRZ | 148    | 3.   |
| 2015 | DAMS | 7   | 2   | 11  | 9   | 2   | 11  | 9   | 3   | 5   | 4   | DNF | 2   | 3   | 7   | 10  | 4   | 1   | 148    | 3.   |

### Einzelergebnisse in der GP3-Serie
| Jahr | Team           | 1   | 2   | 3   | 4   | 5   | 6   | 7   | 8   | 9   | 10  | 11  | 12  | 13  | 14  | 15  | 16  | 17  | 18  | Punkte | Rang |
| ---- | -------------- | --- | --- | --- | --- | --- | --- | --- | --- | --- | --- | --- | --- | --- | --- | --- | --- | --- | --- | ------ | ---- |
| 2016 | ART Grand Prix | ESP | ESP | AUT | AUT | GBR | GBR | HUN | HUN | GER | GER | BEL | BEL | ITA | ITA | MAS | MAS | UAE | UAE | 133    | 6.   |
| 2016 | ART Grand Prix | 9   | 5   | 3   | 4   | 5   | 8   | 20  | 13  | 2   | 8   | 3   | 8   | 7   | 1   | 13  | 6   | 1   | 11  | 133    | 6.   |

### Einzelergebnisse in der FIA-Formel-2-Meisterschaft
| Jahr | Team                            | 1   | 2   | 3   | 4   | 5   | 6   | 7   | 8   | 9   | 10  | 11  | 12  | 13  | 14  | 15  | 16  | 17  | 18  | 19  | 20  | 21  | 22  | 23  | 24  | Punkte | Rang |
| ---- | ------------------------------- | --- | --- | --- | --- | --- | --- | --- | --- | --- | --- | --- | --- | --- | --- | --- | --- | --- | --- | --- | --- | --- | --- | --- | --- | ------ | ---- |
| 2017 | Rapax                           | BRN | BRN | ESP | ESP | MON | MON | AZE | AZE | AUT | AUT | GBR | GBR | HUN | HUN | BEL | BEL | ITA | ITA | ESP | ESP | UAE | UAE |     |     | 114    | 7.   |
| 2017 | Rapax                           | 10  | 6   | 10  | DNF | 7   | 1   | 2   | DNF | 13  | 16* | DNS | 7   | 3   | 3   |     |     |     |     |     |     |     |     |     |     | 114    | 7.   |
| 2017 | Racing Engineering              |     |     |     |     |     |     |     |     |     |     |     |     |     |     | 5   | 2   | 18  | 12  | 13  | 6   | 4   | 9   |     |     | 114    | 7.   |
| 2018 | Pertamina Prema Theodore Racing | BRN | BRN | AZE | AZE | ESP | ESP | MON | MON | FRA | FRA | AUT | AUT | GBR | GBR | HUN | HUN | BEL | BEL | ITA | ITA | RUS | RUS | UAE | UAE | 202    | 4.   |
| 2018 | Pertamina Prema Theodore Racing | 6   | 5   | DNF | 2   | 2   | DNF | DNF | 9   | 5   | 1   | DNF | 14  | 7   | 6   | 1   | 7   | 1   | 4   | 9   | 17  | 3   | 4   | 4   | 5   | 202    | 4.   |
| 2019 | ART Grand Prix                  | BRN | BRN | AZE | AZE | ESP | ESP | MON | MON | FRA | FRA | AUT | AUT | GBR | GBR | HUN | HUN | BEL | BEL | ITA | ITA | RUS | RUS | UAE | UAE | 266    | 1.   |
| 2019 | ART Grand Prix                  | 6   | 7   | 2   | 4   | 5   | 1   | 1   | 7   | 1   | 10  | 3   | 3   | 6   | 3   | 2   | 6   | C   | C   | 3   | 3   | 1   | 2   | 13  | 13  | 266    | 1.   |

| Legende  | Legende            | Legende                                                          |
| Farbe    | Abkürzung          | Bedeutung                                                        |
| -------- | ------------------ | ---------------------------------------------------------------- |
| Gold     | –                  | Sieg                                                             |
| Silber   | –                  | 2. Platz                                                         |
| Bronze   | –                  | 3. Platz                                                         |
| Grün     | –                  | Platzierung in den Punkten                                       |
| Blau     | –                  | Klassifiziert außerhalb der Punkteränge                          |
| Violett  | DNF                | Rennen nicht beendet (did not finish)                            |
| Violett  | NC                 | nicht klassifiziert (not classified)                             |
| Rot      | DNQ                | nicht qualifiziert (did not qualify)                             |
| Rot      | DNPQ               | in Vorqualifikation gescheitert (did not pre-qualify)            |
| Schwarz  | DSQ                | disqualifiziert (disqualified)                                   |
| Weiß     | DNS                | nicht am Start (did not start)                                   |
| Weiß     | WD                 | zurückgezogen (withdrawn)                                        |
| Hellblau | PO                 | nur am Training teilgenommen (practiced only)                    |
| Hellblau | TD                 | Freitags-Testfahrer (test driver)                                |
| ohne     | DNP                | nicht am Training teilgenommen (did not practice)                |
| ohne     | INJ                | verletzt oder krank (injured)                                    |
| ohne     | EX                 | ausgeschlossen (excluded)                                        |
| ohne     | DNA                | nicht erschienen (did not arrive)                                |
| ohne     | C                  | Rennen abgesagt (cancelled)                                      |
| ohne     | keine WM-Teilnahme |                                                                  |
| sonstige | P/fett             | Pole-Position                                                    |
| sonstige | 1/2/3/4/5/6/7/8    | Punktplatzierung im Sprint-/Qualifikationsrennen                 |
| sonstige | SR/kursiv          | Schnellste Rennrunde                                             |
| sonstige | *                  | nicht im Ziel, aufgrund der zurückgelegten Distanz aber gewertet |
| sonstige | ()                 | Streichresultate                                                 |
| sonstige | unterstrichen      | Führender in der Gesamtwertung                                   |

### Einzelergebnisse in der FIA-Formel-E-Meisterschaft
| Jahr    | Team                            | 1   | 2    | 3     | 4     | 5    | 6    | 7     | 8   | 9     | 10   | 11   | 12  | 13  | 14   | 15  | 16  | Punkte | Rang |
| ------- | ------------------------------- | --- | ---- | ----- | ----- | ---- | ---- | ----- | --- | ----- | ---- | ---- | --- | --- | ---- | --- | --- | ------ | ---- |
| 2019/20 | Mercedes-Benz EQ Formula E Team | DIR | DIR  | SAN   | MEX   | MAR  | BER  | BER   | BER | BER   | BER  | BER  |     |     |      |     |     | 60     | 11.  |
| 2019/20 | Mercedes-Benz EQ Formula E Team | °6° | °16° | °5°   | °DNF° | °11° | 4    | °DNF° | 18  | °4°   | 14   | °2°  |     |     |      |     |     | 60     | 11.  |
| 2020/21 | Mercedes-Benz EQ Formula E Team | DIR | DIR  | ROM   | ROM   | VAL  | VAL  | MCO   | PUE | PUE   | NYC  | NYC  | LON | LON | BER  | BER |     | 99     | 1.   |
| 2020/21 | Mercedes-Benz EQ Formula E Team | °1° | °9°  | °DNF° | °DNF° | 1    | °16° | °DNF° | °9° | °DNF° | °13° | °18° | °2° | °2° | °22° | °8° |     | 99     | 1.   |
| 2021/22 | Mercedes-Benz EQ Formula E Team | DIR | DIR  | MEX   | ROM   | ROM  | MCO  | BER   | BER | JAK   | MAR  | NYC  | NYC | LON | LON  | SEO | SEO | 106    | 9.   |
| 2021/22 | Mercedes-Benz EQ Formula E Team | °1° | °10° | °6°   | °DNF° | 14   | °10° | °10°  | °1° | °DNF° | 6    | 8    | °7° | 6   | °3°  | DNF | DNF | 106    | 9.   |
| 2023/24 | Mahindra Racing                 | MEX | DIR  | DIR   | SAP   | TOK  | MIS  | MIS   | MCO | BER   | BER  | SHA  | SHA | POR | POR  | LON | LON | 18     | 18.  |
| 2023/24 | Mahindra Racing                 | 15  | 17   | 15    | 14    | DNF  | 14   | 15    | 12  |       |      | 7    | 16  | 12  | DNF  | 4   | 16  | 18     | 18.  |
| 2024/25 | Mahindra Racing                 | SAP | MEX  | JED   | JED   | MIA  | MCO  | MCO   | TOK | TOK   | SHA  | SHA  | JAK | BER | BER  | LON | LON | 92     | 8.   |
| 2024/25 | Mahindra Racing                 | 6   | 8    | 4     | 13    | 11   | 2    | 5     | 11  | 15    | 8    | 12   | DNF |     |      | 2   | 2   | 92     | 8.   |

| Legende                      | Legende       | Legende                                                                 |
| Farbe                        | Abkürzung     | Bedeutung                                                               |
| ---------------------------- | ------------- | ----------------------------------------------------------------------- |
| Gold                         | —             | Sieger                                                                  |
| Silber                       | —             | 2. Platz                                                                |
| Bronze                       | —             | 3. Platz                                                                |
| Grün                         | —             | Platzierung in den Punkten                                              |
| Blau                         | —             | Klassifiziert außerhalb der Punkteränge                                 |
| Violett                      | DNF           | Rennen nicht beendet                                                    |
| Violett                      | NC            | nicht klassifiziert                                                     |
| Rot                          | DNQ           | nicht qualifiziert                                                      |
| Schwarz                      | DSQ           | disqualifiziert                                                         |
| Weiß                         | DNS           | nicht am Start                                                          |
| Weiß                         | WD            | zurückgezogen                                                           |
| Weiß                         | C             | Rennen abgesagt                                                         |
| Blanko                       |               | nicht teilgenommen                                                      |
| Blanko                       | DNP           | gemeldet, aber nicht teilgenommen                                       |
| Blanko                       | INJ           | verletzt oder krank                                                     |
| Blanko                       | EX            | ausgeschlossen                                                          |
| sonstige Formate und Zeichen | P/fett        | Pole-Position                                                           |
| sonstige Formate und Zeichen | kursiv        | Schnellste Rennrunde (ab 2017/18: Schnellste Rennrunde der ersten Zehn) |
| sonstige Formate und Zeichen | unterstrichen | Führender in der Gesamtwertung                                          |
| sonstige Formate und Zeichen | °             | FanBoost                                                                |
| sonstige Formate und Zeichen | *             | nicht im Ziel, aufgrund der zurückgelegten Distanz aber gewertet        |
| sonstige Formate und Zeichen | ( )           | Streichresultat                                                         |

### Statistik in der Formel-1-Weltmeisterschaft
Diese Statistik umfasst alle Teilnahmen des Fahrers an der Formel-1-Weltmeisterschaft.

#### Gesamtübersicht
(Stand: Saisonende 2023)
| Saison | Team                | Chassis         | Motor                 | Rennen | Siege | Zweiter | Dritter | Poles | schn. Rennrunden | Punkte | WM-Pos. |
| ------ | ------------------- | --------------- | --------------------- | ------ | ----- | ------- | ------- | ----- | ---------------- | ------ | ------- |
| 2022   | Williams Racing     | Williams FW44   | Mercedes 1.6 V6 Turbo | 1      | −     | −       | −       | −     | −                | 2      | 21.     |
| 2023   | Scuderia AlphaTauri | AlphaTauri AT04 | Honda RBPTH001        | 10     | −     | −       | −       | −     | −                | 0      | 22.     |
| Gesamt | Gesamt              | Gesamt          | Gesamt                | 11     | −     | −       | −       | −     | −                | 2      |         |

#### Einzelergebnisse
| Saison | 1  | 2  | 3   | 4  | 5  | 6  | 7  | 8  | 9  | 10 | 11 | 12 | 13 | 14 | 15 | 16 | 17 | 18 | 19 | 20 | 21 | 22 | 23 | 24 |
| ------ | -- | -- | --- | -- | -- | -- | -- | -- | -- | -- | -- | -- | -- | -- | -- | -- | -- | -- | -- | -- | -- | -- | -- | -- |
| 2022   |    |    |     |    |    |    |    |    |    |    |    |    |    |    |    |    |    |    |    |    |    |    |    |    |
|        |    |    |     |    | TD |    |    |    |    |    | TD |    |    |    | 9  |    |    |    | TD |    |    |    |    |    |
| 2023   |    |    |     |    |    |    |    |    |    |    |    |    |    |    |    |    |    |    |    |    |    |    |    |    |
| 14     | 14 | 15 | DNF | 18 | C  | 12 | 14 | 18 | 17 | 17 |    |    |    |    |    |    |    |    |    |    |    |    |    |    |

| Legende  | Legende            | Legende                                                          |
| Farbe    | Abkürzung          | Bedeutung                                                        |
| -------- | ------------------ | ---------------------------------------------------------------- |
| Gold     | –                  | Sieg                                                             |
| Silber   | –                  | 2. Platz                                                         |
| Bronze   | –                  | 3. Platz                                                         |
| Grün     | –                  | Platzierung in den Punkten                                       |
| Blau     | –                  | Klassifiziert außerhalb der Punkteränge                          |
| Violett  | DNF                | Rennen nicht beendet (did not finish)                            |
| Violett  | NC                 | nicht klassifiziert (not classified)                             |
| Rot      | DNQ                | nicht qualifiziert (did not qualify)                             |
| Rot      | DNPQ               | in Vorqualifikation gescheitert (did not pre-qualify)            |
| Schwarz  | DSQ                | disqualifiziert (disqualified)                                   |
| Weiß     | DNS                | nicht am Start (did not start)                                   |
| Weiß     | WD                 | zurückgezogen (withdrawn)                                        |
| Hellblau | PO                 | nur am Training teilgenommen (practiced only)                    |
| Hellblau | TD                 | Freitags-Testfahrer (test driver)                                |
| ohne     | DNP                | nicht am Training teilgenommen (did not practice)                |
| ohne     | INJ                | verletzt oder krank (injured)                                    |
| ohne     | EX                 | ausgeschlossen (excluded)                                        |
| ohne     | DNA                | nicht erschienen (did not arrive)                                |
| ohne     | C                  | Rennen abgesagt (cancelled)                                      |
| ohne     | keine WM-Teilnahme |                                                                  |
| sonstige | P/fett             | Pole-Position                                                    |
| sonstige | 1/2/3/4/5/6/7/8    | Punktplatzierung im Sprint-/Qualifikationsrennen                 |
| sonstige | SR/kursiv          | Schnellste Rennrunde                                             |
| sonstige | *                  | nicht im Ziel, aufgrund der zurückgelegten Distanz aber gewertet |
| sonstige | ()                 | Streichresultate                                                 |
| sonstige | unterstrichen      | Führender in der Gesamtwertung                                   |

### Le-Mans-Ergebnisse
| Jahr | Team                   | Fahrzeug            | Teamkollege         | Teamkollege         | Platzierung | Ausfallgrund |
| ---- | ---------------------- | ------------------- | ------------------- | ------------------- | ----------- | ------------ |
| 2019 | Racing Team Nederland  | Dallara P217        | Giedo van der Garde | Frits van Eerd      | Rang 26     |              |
| 2020 | Racing Team Nederland  | Oreca 07            | Giedo van der Garde | Frits van Eerd      | Rang 19     |              |
| 2021 | G-Drive Racing         | Aurus 01            | Roman Rusinov       | Franco Colapinto    | Rang 12     |              |
| 2022 | TDS Racing x Vaillante | Oreca 07            | Mathias Beche       | Tijmen van der Helm | Rang 8      |              |
| 2024 | Toyota Gazoo Racing    | Toyota GR010 Hybrid | José María López    | Kamui Kobayashi     | Rang 2      |              |
| 2025 | Toyota Gazoo Racing    | Toyota GR010 Hybrid | Mike Conway         | Kamui Kobayashi     | Rang 5      |              |

### Einzelergebnisse in der FIA-Langstrecken-Weltmeisterschaft
| Saison  | Team                                 | Rennwagen           | 1   | 2   | 3   | 4   | 5   | 6   | 7   | 8   |
| ------- | ------------------------------------ | ------------------- | --- | --- | --- | --- | --- | --- | --- | --- |
| 2018/19 | Racing Team Nederland                | Dallara P217        | SPA | LEM | SIL | FUJ | SHA | SEB | SPA | LEM |
| 2018/19 | Racing Team Nederland                | Dallara P217        |     |     | 8   | 21  | 31  | 9   | 12  | 26  |
| 2019/20 | Racing Team Nederland                | Oreca 07            | SIL | FUJ | SHA | BAH | AUS | SPA | LEM | BAH |
| 2019/20 | Racing Team Nederland                | Oreca 07            |     | 4   | 10  | 9   | 8   |     | 19  | 5   |
| 2021    | G-Drive Racing Racing Team Nederland | Aurus 01 Oreca 07   | SPA | POR | MON | LEM | BAH | BAH |     |     |
| 2021    | G-Drive Racing Racing Team Nederland | Aurus 01 Oreca 07   | DNF |     | 6   | 12  |     |     |     |     |
| 2022    | TDS Racing                           | Oreca 07            | SEB | SPA | LEM | MON | FUJ | BAH |     |     |
| 2022    | TDS Racing                           | Oreca 07            | 8   |     |     |     |     |     |     |     |
| 2024    | Toyota                               | Toyota GR010 Hybrid | KAT | IMO | SPA | LEM | SAO | AUS | FUJ | BAH |
| 2024    | Toyota                               | Toyota GR010 Hybrid | 5   | 1   | 7   | 2   | 4   | 2   | DNF | DNF |
| 2025    | Toyota                               | Toyota GR010 Hybrid | KAT | IMO | SPA | LEM | SAO | AUS | FUJ | BAH |
| 2025    | Toyota                               | Toyota GR010 Hybrid | 6   | 7   | 7   | 5   | 14  |     |     |     |